# Molledo
Molledo – gmina w Hiszpanii, w prowincji Kantabria, w Kantabrii, o powierzchni 71,07 km². W 2011 roku gmina liczyła 1610 mieszkańców.